# خورخي دانيال نونيز
خورخي دانيال نونيز (بالإسبانية: Jorge Daniel Núñez)‏ هو مدرب كرة قدم ولاعب كرة قدم باراغواياني، ولد في 22 يوليو 1984 في نيمبي، باراغواي في باراغواي. شارك مع منتخب باراغواي لكرة القدم. أما مع النوادي، فقد لعب مع أوليمبيا أسونسيون وأونس كالداس وسبورتيفو لوكوينو وسيرو بورتينيو وفيليز سارسفيلد ونادي غواراني وناسيونال أسونسيون.

## وصلات خارجية
- خورخي دانيال نونيز على موقع ناشيونال فوتبول تيمز (الإنجليزية)